# Shokugeki no Soma
Food Wars!: Shokugeki no Soma (яп. 食戟のソーマ Сёкугэки но Соːма) — серия манги авторства Юто Цукуда и с иллюстрациями Сюна Саэки. Юки Морисаки также считается соавтором, предоставляющим рецепты для серии. Главы выпускались с 26 ноября 2012 года до 17 июня 2019 в журнале Weekly Shōnen Jump, а затем до 29 августа 2019 года в Jump Giga. Издательство Shueisha занималось печатью томов в формате танкобонов. Всего было выпущено 36 томов. Аниме-адаптация студии J.C.Staff состоит из 5 сезонов, выходивших с 3 апреля 2015 года по 25 сентября 2020 года. В Рунете сериал известен под двумя названиями: «Повар-боец Сома» и «В поисках божественного рецепта».
Манга лицензирована на английском языке Viz Media, которая выпускает тома в цифровом виде с 18 марта 2014 года и выпустила первый том в печати 5 августа 2014 года.

## Сюжет
Shokugeki no Soma рассказывает историю мальчика по имени Сома Юкихира, чья мечта состоит в том, чтобы стать шеф-поваром в семейном ресторанчике и превзойти кулинарные навыки своего отца. Окончив среднюю школу, Сома встает перед фактом, что его отец, Дзёитиро Юкихира, сообщает ему, что устроился на новую работу, требующую его путешествовать по миру и поэтому закрывает на время ресторанчик. Отец бросил вызов Соме, если тот хочет превзойти его в готовке, то должен окончить элитную кулинарную академию Тоцуки, где выпускается лишь 10 % студентов. Там он встречает много удивительных учеников и переживает много новых интересных событий, благодаря чему он растёт и становится ближе к своей цели стать лучшим.

## Персонажи

### Основные персонажи
Сома Юкихира (яп. 幸平 創真 Юкихира Сома)
Сэйю: Ёсицугу Мацуока
Главный герой истории, сын Дзёитиро Сайбы. Двенадцать из своих пятнадцати лет Сома провел на кухне. Постоянно пытается превзойти своего отца в искусстве готовки, но проиграл ему 490 раз подряд. В начале сюжета поступил в академию Тоцуки. Сома очень одарённый повар по меркам своего возраста и даже способен тягаться с элитной десяткой. Сома никогда не показывает свой страх и всегда готов сделать или принять вызов противника, даже зная, что он может быть сильнее его. У Сомы нет приверженности к определённой кухне; его блюда универсальны и являются результатом разных экспериментов и полученного опыта. Сома живёт в общежитии Полярной Звезды. Зачастую одет в форму с логотипом семейного ресторана Юкихира «お食事処ゆきひら» — «контакт: место где принимают еду Юкихира» (вольный перевод).
Эрина Накири (яп. 薙切 えりな Накири Эрина)
Сэйю: Риса Танэда (1-2 сезон)
Сэйю: Хисако Канэмото (OVA, 3 сезон)
Одна из главных героинь истории. Цундэрэ, девушка с замкнутым и сложным характером, 10-й член элитной десятки поваров, внучка директора Сэнзаэмона и обладательница «божественного языка», её способность к дегустации совершенна; она может заметить изъяны даже в блюдах, приготовленных лучшими поварами. Её сложный характер является следствием того, что девочка какое то время находилась под попечительством своего авторитарного отца Азами, учившего её относится к плохим поварам и их блюдам, как «ко скоту с кормом». Позже Эрина познакомилась с Дзёитиро, отцом Сомы; он был единственным, чьими блюдами Эрина восхищалась. Сначала крайне раздражительно относилась к Соме, считая его выскочкой и даже в начале обманув героя, что он приготовил ужасное блюдо. Но после того, как директором стал её отец Адзами, которого Эрина уважает, но одновременно страшно боится, девушка нашла убежище в общежитии полярной звезды и стала гораздо теплее относится к Соме и его друзьям, даже решив выступать их наставником по кулинарной теории.
Мэгуми Тадокоро (яп. 田所 恵 Тадокоро Мэгуми)
Сэйю: Минами Такахаси
Одна из главных героинь истории. Дандэрэ, добрая, тихая, но неуверенная в себе девушка, которая решает следовать за Сомой и фактически выступает его правой рукой, когда дело доходит до готовки. Несмотря на свой характер, Мэгуми — талантливый и целеустремлённый повар, которая быстро развивает свои навыки, наблюдая за Сомой и даже к концу первого года способна сделать вызов членам элитной десятки. Восхищается Сомой и благодаря ему, сумела достичь таких успехов в готовке. Особенность её блюд заключается в придании им духа гостеприимства, материнской заботы, предающей ощущение семейной любви и ностальгии в тех, кто пробует её блюда. Её семья владеет рёканом и занимается готовкой традиционной японской кухни. По этой же причине, Мэгуми поступила в академию.
Такуми Альдини (яп. タクミ・アルディーニ Такуми Арудини)
Сэйю: Нацуки Ханаэ
Один из главных героев истории. Является старшим племянником владельца семейного ресторана Trattoria Aldini, расположенного во Флоренции, Италия. Он наполовину японец, как и его брат Исами. Готовит традиционные итальянские блюда, амбициозен и видит в Соме своего главного соперника, которого намеревается победить в кулинарном соревновании, но до тех пор ему это не удавалось. Позже, когда директором Академии становится Адзами, он объединяется с Сомой, чтобы сделать вызов элитной десятке академии.
Адзами Накири (яп. 薙切 薊 Накири Адзами)
Сэйю: Сё Хаями
Главный антагонист истории. Отец Эрины, который в результате переворота, получив большинство голосов от элитной десятки, стал новым директором академии. «Кулинарный фашист», Адзами придерживается идеи идеальной, унифицированной кухни и что только лучшие из лучших достойны стать поварами. Адзами отрицает ценность национальной кухни и намерен закрыть почти все рестораны в Японии. Всё, что выходит за рамки идеалов, Адзами считает «скотами и кормом». Став директором, Адзами ликвидировал все кулинарные кружки и ввёл для учеников всеобщую программу обучения. Адзами, будучи молодым, был очень одарённым поваром академии и частью элитной десятки, однако он постоянно оставался в тени Дзёитиро. Является причиной психической травмы Эрины, сыгравшей роль в формировании её замкнутого характера. Так он заставлял её постоянно дегустировать блюда лучших поваров относится к недостаточно хорошим поварам как ко скоту. Методы Адзами не приходились по душе его родственникам и знакомым, за что его изгнали из академии. Однако Адзами намерен снова вернуть власть над Эриной, веря, что всё ещё может подчинить её волю. Принял вызов Сомы и его союзников, согласившись на условие, что если выиграет, то Дзёитиро станет его подчинённым.
Дзёитиро Сайба/Юкихира (яп. 幸平 城一郎 Юкихиро Дзёитиро)
Сэйю: Рикия Кояма
Отец Сомы и владелец небольшого ресторанчика. Именно у него Сома научился готовить и помогал в ресторане. Несмотря на своё скромное положение дел, Дзёитиро — талантливый повар и будучи учеником кулинарной академии, был одним из лучших в элитной десятки, сумев занять 7 место ещё в конце первого года обучения, в таланте он опережал многих, в том числе и Адзами. Из-за того, что Дзёитиро уничтожал всех своих врагов, стал известен в академии, как Асура. Однако такой расклад не нравился парню и тот сбежал из академии, путешествуя по миру и изучая разные кулинарные рецепты. Однако он продолжал держать связь с некоторыми членами элитной десятки и директором, например помогал реабилитироваться Эрине после того, как та спаслась от гнёта отца. Бросает вызов Адзами при условии, что станет его подчинённым, если Сома и его союзники потерпят поражение.

### Основные второстепенные персонажи

#### Жители Полярной звезды
Фумио Даймидо (яп. 大御堂 ふみ緒 Даимидо: Фумио)
Роль озвучивает Мари Ёкоо
Роль озвучивает Хитоми Набатамэ (молодой)
Глава общежития полярной звезды. Пожилая женщина. О ней мало что известно, разве что при ней в общежитии выросли многие выдающиеся повара, в том числе Дзёитиро и Адзами.
Сатоси Исики (яп. 一色 慧 Иссики Сатоси)
Сэйю: Такахиро Сакурай
Сатоси является студентом кулинарной академии и жителем «Полярной звезды», а также занимает 7 место в элитной десятке. Кроме того, его положение в школе способствует решительному настрою его кохая, Сомы Юкихиры, осуществить давнюю мечту стать одним из элитных учеников, что может быть вызовом для него, в связи с его отличными кулинарными способностями.
Юки Ёсино (яп. 吉野 悠姫 Ёсино Юки)
Сэйю: Маая Утида
Студентка кулинарной академии Тоцуки и постоялица общежития «Полярная звезда». Подруга Сомы, весёлая и энергичная девушка. Юки — также соседка по комнате Мэгуми Тадокоро и Рёко Сакаки.
Рёко Сакаки (яп. 榊 涼子 Сакаки Рёко)
Сэйю: Ай Каяно
15-летняя студентка академии Тоцуки, член общежития «Полярная звезда». Подружка Юки.
Сюн Ибусаки (яп. 伊武崎 峻 Ибусаки Сюн)
Сэйю: Тайси Мурата
Сюн, по всей видимости, лучше всех знает своего сэмпая, Сатоси Исики, поскольку он был с ним дольше, чем остальные члены общежития «Полярная звезда». В отличие от своих фанатичных соседей по комнате, Сюн очень серьезен. Ибусаки — неприметный студент, который предпочитает говорить только тогда, когда рассматривается важный вопрос, относящийся ко всем. Также не раз упоминалось, что он — расчетливый повар, выбор действия которого зависит от того, какой вариант он посчитает более выгодным.
Дзэндзи Маруй (яп. 丸井 善二 Маруи Дзэндзи)
Сэйю: Юсукэ Кобаяси
Дзэндзи — студент в Кулинарной Академии Тоцука и житель общежития «Полярная звезда». Вследствие того, что он редко готовит, Дзэндзи рассматривают как самого слабого повара среди других постояльцев общежития, несмотря на его знания.
Дайго Аоки (яп. 青木 大吾 Аоки Даиго) и Сёдзи Сато (яп. 佐藤 昭二 Сатоː Сёдзи)
Роль озвучивает Дзюнити Янагита (Даиго)
Роль озвучивает Кэнго Каваниси (Сёдзи)

#### Другие студенты первого курса
Эти персонажи появляются в отборочном туре Осенних выборов, вместе с главными персонажами и жителями «Полярной звезды» представляя самых талантливых первокурсников.
Исами Альдини (яп. イサミ・アルディーニ Исами Арудини)
Сэйю: Юки Оно
Брат Такуми. Немногословен и всегда сопровождает Такуми. Обладает полным весом и не так талантлив, как Такуми, хотя и старается равняться на него.
Икуми "Никуми" Мито (яп. 水戸 郁魅 Мито Икуми)
Роль озвучивает Сидзука Исигами
Одна из учениц академии, специализируется на приготовлении мяса и мясных блюд. Сначала была приближенной Эрины и презрительно относилась с Соме, но после того, как проиграла — признала его и даже стала союзником, начав испытывать неравнодушные чувства к Соме.
Хисако Арато (яп. 新戸 緋沙子 Арато Хисако)
Роль озвучивает Саори Ониси
Правая рука Эрины. Её преданная подчинённая, её восхищение Эриной граничит с любовью. Она всегда следует за ней тенью и готова наброситься на любого, что по её мнению порочит честь Эрины. Хороший повар, хотя её мастерство не сравнить с Эриной, тем не менее она усердно учится, чтобы доказать своей «госпоже», что является достойным поваром. Специализируется на «лечебной кулинарии». Не выносит Сому, но после совместной стажировки с ним, начала относится к нему с уважением.
Элис Накири (яп. 薙切 アリス Накири Арису)
Роль озвучивает Тинацу Акасаки
Двоюродная сестра Эрины. Она на половину датчанка по материнской линии. Талантливый повар, которая намеревается превзойти Эрину. В отличие от Эрины, Элис — весёлая и энергичная девушка, однако это качества сочетаются с эгоистичностью и холодной расчётливостью. Элис математик, она использует расчёты при готовке своих блюд.
Рё Курокиба (яп. 黒木場 リョウ Курокиба Рё:)
Сэйю: Нобухико Окамото
Ученик 92-го поколения академии Тоцуки и помощник Элис Накири. По большей части Рё крайне медлителен, ленив и мрачен. Его манера поведения исключает какой-либо интерес к происходящему вокруг него, однако он очень внимателен к пожеланиям Элис. На самом деле Рё может становиться намного ярче, что проявляется только тогда, когда он надевает свою бандану или любой другой обтягивающий головной убор, например, плавательную шапку. Новая манера поведения более дерзкая, дикая и необузданная, сродни дикому зверю; самое подходящее название — «режим Берсерка», данное Элис. Выражение лица юноши так же становится более диким, а окружающие пугаются одного лишь взгляда. Речь Рё также поддается изменениям и становится гораздо более агрессивной, что позволяет ему без сомнений обращаться к любому; в какой-то момент он может почувствовать даже тягу к насилию.
Акира Хаяма (яп. 葉山 アキラ Хаяма Акира)
Сэйю: Дзюнъити Сувабэ
Талантливый повар, ассистент профессора Дзюн, которая подобрала ещё маленького Акиру в Индии и перевезла жить в Японию. Акира очень силён достаточно для того, чтобы стать членом элитной десятки. Специалист по специям. Какое то время работал вместе с Элис. Позже, когда директором стал Адзами, по средством шантажа был вынужден вступить в элитную десятку при условии, что он одолеет и выгнет из академии Сому, но проигрывает ему, сам покидая академию.
Субару Мимасака (яп. 美作 昴 Мимасака Субару)
Сэйю: Хироки Ясумото
Один из второстепенных героев, бросивших вызов Соме. Несмотря на свою внешность, очень опрятен и проницателен. Его особенность заключается в том, что он досконально изучает своего противника и затем полностью копирует его готовку, при этом всегда завершая блюдо лучше противника. Это делало его фактически непобедимым, он впервые одержал поражение от Сомы и признал его силу, став союзником. Позже он присоединяется к Соме в борьбе против Азами и элитной десятки, но проигрывает в первом туре.
Нао Садацука (яп. 貞塚 ナオ Садацука Нао)
Сэйю: Саори Гото
Одна из студенток кулинарной академии Тоцуки. Питает глубокую привязанность к Эрине Накири и делает все, чтобы приблизится к ней, включая ежедневную отправку 30 писем или даже наблюдения за ней издалека с помощью бинокля.
Миёко Ходзё (яп. 北条 美代子 Хо:дзе: Миеко)
Сэйю: Асами Сэто
Наследница традиций китайской кухни семьи Ходзё. В самом начале думала, что ошиблась, приняв Мэгуми за сильного соперника, однако позже на турнире Мэгуми оказалась в числе сильнейших, заработав таким образом авторитет перед Миёко. Своими навыками и умениями она быстро заработала признание в ресторане своего отца.

#### Академия Тоцуки
Сэнзаэмон Накири (яп. 薙切 仙左衛門 Nakiri Senzaemon)
Сэйю: Бандзё Гинга
Директор кулинарной академии. Дедушка Эрины и Элис.
Роланд Чапель (яп. ローランド・シャペル Roland Chapelle)
Роль озвучивает Ю Мидзусима
Шеф-повар, который никогда не улыбается (Chef Who Never Smile).
Дзюн Сиоми (яп. 汐見 潤 Сиоми Дзюн)
Роль озвучивает Микако Такахаси
Выпускница кулинарной академии. В школьные годы была кохаем Дзёитиро, и поэтому тот заставлял ее дегустировать его блюда, что послужило средством душевной травмы. Гениальный ученый, создающий теории сочетания ароматов и специй. Теперь имеет своего кохая, воплощающего в жизнь эти теории, — Акиру Хаяму. Однако своенравный юноша разговаривает с ней на равных, чем часто вызывает недовольство у девушки.
Такао Миядзато (яп. 宮里 隆夫 Миядзато Такао)
Сэйю:
Президент Бюро управления кулинарными поединками (Shokugeki Administration Bureau).

#### Элитная десятка
Эйси Цукаса (яп. 司 瑛士 Цукаса ЭИСИ) (Первое место)
Сэйю: Акира Исида
Ученик кулинарной академии, занимающий первое место в элитной десятке Тоцуки. Несмотря на свое положение, очень робкий и неуверенный в себе человек. Считает свой статус весьма хлопотным. Не умеет выступать перед людьми на сцене. Когда ему приходится готовить для других, он постоянно волнуется из-за разных мелочей: начиная от удобства сидения и заканчивая температурой зала. Однако совершенно не сомневается в своем мастерстве, никогда не интересуясь у клиентов, вкусны ли его блюда. В отличие от других поваров, блюда, приготовленные Эйси, не отражают его сущность. Стремление Цукасы заключается в оттачивании навыков ремесла готовки до абсолюта. Ради улучшения своего стиля создания блюд он готов рискнуть всем, даже своим местом в элитной десятке. За свои кулинарные таланты был прозван «Белый рыцарь стола» (нем. «Der Weiße Ritter der Tafel»).
Риндо Кобаяси (яп. 小林 竜胆 Кобаяси Риндоː) (Второе место)
Сэйю: Сидзука Ито
Тосукэ Мэгисима (яп. 女木島 冬輔 Мэгисима тоːсукэ) (формально Третье место)
Ученик 90-го поколения Кулинарной академии Тоцуки. Занимает третье место в «элитной десятке».
Момо Аканэгакубо (яп. 茜ヶ久保 もも Аканэгакубо Момо) (Четвертое место, пре-Азами; повышен до Третьего места)
Сэйю: Риэ Кугимия
Ученица 90-го поколения Кулинарной академии Тоцуки. Является лучший кондитером. Занимает четвёртое место в «элитной десятке».
Сомэй Сайто (яп. 斎藤 綜明 Саитоː Соːмэи) (Пятое место, пре-Азами; повышен до Четвертого места)
Нэнэ Кинокуни (яп. 紀ノ国 寧々 Кинокуни Нэнэ) (Шестое место)
Роль озвучивает Kana Hanazawa
Сатоси Исики (формально Седьмое место)

Тэрунори Куга (яп. 久我 照紀 Куга Тэрунори) (формально Восьмое место)
Сэйю: Юки Кадзи
Ученик 91-го поколения Кулинарной академии Тоцуки. Занимает восьмое место в «элитной десятке». Тёплый в общении парень, активно общается с учениками с других курсов. При этом иногда дразнит своих кохаев и сэмпаев. Комплексует по поводу небольшого роста, из-за чего недоброжелатели легко выводят его на эмоции.
Эцуя Эйзан (яп. 叡山 枝津也 Eizan Etsuya) (Девятое место, пре-Азами; повышен до Седьмого места)
Сэйю: Томокадзу Сугита
Ученик кулинарной академии Тоцуки. Занимает девятое место в элитной десятке.
Акира Хаяма (временный новоназначенный на Девятое место, во время правления Центрального совета)

Эрина Накири (формально Десятое место)

## Медиа

### Манга
Ваншот был опубликован в Shueisha издательства Weekly Shōnen Jump в апреле 2012 года. С ноября 2012 года была запущена серия манги. В апреле 2013 года был опубликован первый танкобон. Основной сюжет манги завершился 13 сентября 2019 года с завершением 36 тома. Кроме того было выпущено 3 специальных выпуска-эпилога Le Dessert с описанием жизни персонажей манги после основных событий. Viz Media лицензировал мангу для Северной Америки и опубликовал первый том 5 августа 2014 года.

### Аниме
Премьера аниме состоялась 3 апреля 2015 года. По состоянию на 2020й год идут съёмки 5 сезона. Из-за пандемии Covid-19 в мае была сделана пауза в создании сериала, но в июле сериал должен вернуться к производству. 4 июля 2020 года показали рекламные материалы 4 серии. Премьера 4 эпизода запланирована на 24 июля 2020 года.
Кроме сериала были выпущены 5 OVA.